# Château de Voisins (Louveciennes)
Pour les articles homonymes, voir Château de Voisins.
Le château de Voisins est un château situé à Louveciennes, dans le département des Yvelines (France).

## Histoire
Le château est construit entre 1650 et 1675. En 1696, il est acheté par Louis Oger de Cavoye puis devint la propriété de Louise Élisabeth de Bourbon-Condé, princesse de Conti.
Vers 1820, constatant sa vétusté, son propriétaire, le comte Hocquart de Turtot  le fait démolir puis reconstruire ; la configuration du bâtiment est alors celle d'aujourd'hui.
En 1857, le domaine est acheté par Charles Tavernier : celui-ci y fait construire en 1858 le pavillon de Voisins, qu'il fait entourer d'un jardin situé le long du chemin de Prunay. Après la guerre de 1870 et l’occupation des prussiens, n’obtenant qu’une médiocre indemnisation des dommages de guerre, il cède le domaine.
À partir de 1874, le château appartient ainsi au banquier Guillaume Beer et à sa femme Elena Goldschmidt. Cette dernière y tient salon, recevant notamment le poète Leconte de Lisle qui écrit La Rose de Louveciennes pour lui rendre hommage. Le poète meurt lors d'un séjour à Voisins. Lorsque son mari meurt en 1913, Élena Goldschmidt partage le domaine, se réserve le pavillon et cède le château et son domaine à son oncle, Robert de Rothschild.
En 1946, le domaine devient la propriété de la banque BNCI ancêtre de BNP Paribas. Elle l'utilise désormais comme centre de formation.
Le château fait l'objet d'une inscription au titre des monuments historiques depuis le 10 février 1948.